# Charops diversipes
Charops diversipes är en stekelart som beskrevs av Per Abraham Roman 1910. Charops diversipes ingår i släktet Charops och familjen brokparasitsteklar. Inga underarter finns listade i Catalogue of Life.